# Levet
Levet település Franciaországban, Cher megyében. Lakosainak száma 1367 fő (2022. január 1.). Levet Arçay, Lissay-Lochy, Saint-Germain-des-Bois, Senneçay, Serruelles és Corquoy községekkel határos.

## Népesség
A település népességének változása:
| Lakosok száma | 992  | 1266 | 1342 | 1292 | 1383 | 1403 | 1392 | 1379 | 1373 | 1367 |
|               | 1968 | 1982 | 1990 | 2006 | 2013 | 2015 | 2017 | 2019 | 2020 | 2022 |